# Julio Chevalier
Jean Jules Chevalier, más conocido como Julio Chevalier (Richelieu, 15 de marzo de 1824-Issoudun, 21 de octubre de 1907), fue un sacerdote católico francés, misionero y fundador de los Misioneros del Sagrado Corazón. 

## Biografía
Chevalier nació el 15 de marzo de 1824 en Richelieu, Francia. A los 22 años ingresó en el seminario mayor de Bourges, y el  14 de junio de 1851 fue ordenado sacerdote. Pronto fue destinado como vicario a la parroquia de Issoudun, donde desarrolló una profunda devoción al Corazón de Jesús, convencido de que el mundo necesitaba conocer el amor compasivo de Dios como respuesta al sufrimiento humano, la indiferencia y el materialismo de su época.

## Fundación de los Misioneros del Sagrado Corazón
Movido por esa convicción, fundó junto con el padre Maugenest la congregación de los Misioneros del Sagrado Corazón el 8 de diciembre de 1854, día de la proclamación del dogma de la Inmaculada Concepción. La fundación se llevó a cabo en condiciones humildes, en un viejo pajar de Issoudun. Su lema fue: «Que sea amado en todas partes el Sagrado Corazón de Jesús».
En 1857, Chevalier impulsó la devoción a Nuestra Señora del Sagrado Corazón, como expresión de la unión entre el amor maternal de María y el amor redentor de Cristo.

### Expansión misionera
Tras las leyes anticlericales de 1880 en Francia, la congregación fue dispersada, lo que motivó su expansión a otros países. En 1882, los MSC llegaron a Papúa Nueva Guinea, iniciando allí una misión desafiante en medio de culturas desconocidas, canibalismo y conflictos tribales. Esta obra misionera derivó con el tiempo en la creación de una Iglesia local sólida.
En 1874, Chevalier fundó la congregación femenina Hijas de Nuestra Señora del Sagrado Corazón. Posteriormente surgieron también los Misioneros Laicos del Sagrado Corazón.

## Espiritualidad y legado
Falleció el 21 de octubre de 1907 en Issoudun, tras recibir los sacramentos. Su causa de beatificación ha sido introducida, y se le reconoce como siervo de Dios.
Actualmente, los Misioneros del Sagrado Corazón están presentes en más de 50 países y forman parte de una gran familia espiritual que incluye religiosas y laicos consagrados.
- Datos: Q320684
- Multimedia: Jules Chevalier / Q320684